# 岩崎環
岩崎 環（いわさき かん）は、幕末から明治時代にかけての徳山藩士。奇兵隊隊士、山崎隊総監。

## 生涯
文政12年（1829年）12月20日、周防国徳山で生まれる。
嘉永年間に藩医の浅見杏伯に医学を学び、大坂に遊学して緒方洪庵の適塾に入門した。安政年間には長崎や萩に遊学した。
文久3年（1863年）、尊王攘夷論が盛んになると医業を離れて下関に走って下関戦争に参加し、奇兵隊に入隊したが、元治元年（1864年）には徳山藩主・毛利元蕃に召還されて、藩校である興譲館の文学寮長に就任。徳山藩に帰還してからは江村彦之進や本城清らと共に藩政改革や藩論統一に苦心した。
元治元年（1864年）7月に密命を帯びて上京するが、途上で7月19日の禁門の変の報を聞いて急遽徳山に引き返した。禁門の変の後、徳山藩内においても社稷を守るために藩士の意見が対立し、幕府恭順を唱える「俗論派（保守派）」と対幕抗戦を説く「正義派」の抗争が起こった。環は児玉次郎彦らと共に「正義派」に属して活動したが、同年8月11日に本城清、江村彦之進、浅見安之丞が藩吏に捕らえられ、翌8月12日には児玉次郎彦が自宅で暗殺、環は自宅での禁錮を命じられた。8月17日には藩士の籍を除かれ、本城清、浅見安之丞、信田作太夫らと共に浜崎の獄に繋がれた。本城清、浅見安之丞、信田作太夫の3人は元治2年（1865年）1月14日に殺害されたが、環は処刑を免れ、同年に「正義派」が藩論を掌握したことで出獄することができた。
慶応3年（1867年）に徳山藩が山崎隊を結成すると総監に任命され、戊辰戦争を戦った。明治3年（1870年）には徳山養蚕所の都合役となり、明治9年（1876年）9月16日に病死。享年48。